# Gare d'Arras
La gare d'Arras est une gare ferroviaire française de la ligne de Paris-Nord à Lille, située à proximité du centre-ville d'Arras, préfecture du département du Pas-de-Calais, en région Hauts-de-France.
Elle est mise en service en 1846, par la Compagnie des chemins de fer du Nord.
C'est une gare de la Société nationale des chemins de fer français (SNCF), desservie par des TGV inOui et des trains régionaux du réseau TER Hauts-de-France.

## Situation ferroviaire
Établie à 72 mètres d'altitude, la gare d'Arras est située au point kilométrique (PK) 192,127 de la ligne de Paris-Nord à Lille, entre les gares de Boisleux et de Rœux (Pas-de-Calais). Gare de bifurcation, elle est l'origine de la ligne d'Arras à Dunkerque-Locale (en étant suivie par la gare de Bailleul-Sir-Berthoult), et d'Arras à Saint-Pol-sur-Ternoise (suivie par la gare ouverte de Marœuil ; s'intercalent les gares fermées d'Achicourt, de Dainville et de Duisans). En outre, elle était l'aboutissement, au PK 79,772, de la ligne de Doullens à Arras (déclassée ; la précédente gare est celle fermée d'Achicourt).
À proximité de l'établissement, sur la première ligne précitée, les raccordements d'Arras-Sud et d'Arras-Nord permettent de rejoindre la ligne de Gonesse à Lille-Frontière (LGV), connue aussi sous le nom de LGV Nord.

## Histoire
Les premières discussions sur les projets du tracé de la ligne de Paris à Lille ne font pas d'Arras une ville de passage incontournable ; c'est le projet concurrent, par Saint-Quentin et Cambrai, qui est considéré comme le plus favorable. Après le premier rapport de la commission municipale des chemins de fer, le 4 février 1834, l'investissement de personnalités arrageoises va permettre un retournement de la situation. La commission des chemins de fer du conseil général et son président, Germain Delebecque, vont soutenir la candidature d'Arras dès 1835 ; les multiples interventions et démarches de Maurice Colin, élu maire en 1837, mais aussi président de la chambre de commerce, plaident pour un tracé par Amiens et Arras. Leurs argumentations reposent principalement sur un coût moins élevé, du fait du passage de la ligne par des vallées, et de l'importance économique plus grande d'Amiens et Arras par rapport à Saint-Quentin et Cambrai. Leur projet va également trouver un soutien avec le rapport de l'ingénieur Cartier qui, pour des raisons de stratégie militaire, préconise que le tracé passe au plus près des fortifications d'Arras, pour qu'il soit possible de défendre efficacement la voie ferrée contre un ennemi venant du nord et lui couper ainsi un accès facile vers Paris. Dès 1838, le passage par Arras est inclus dans le tracé de la ligne de Paris à la frontière de Belgique, lors de la première présentation du schéma du réseau ferroviaire connu sous le nom d'« étoile de Legrand », confirmé le 11 juin 1842 par la loi relative à l'établissement des grandes lignes de chemin de fer en France.
La gare d'Arras est mise en service le 1er avril 1846 par la Compagnie des chemins de fer du Nord, lorsqu'elle ouvre la section d'Arras à la frontière de sa ligne de Paris à Lille et à la frontière belge. Cette première construction consiste en un bâtiment provisoire, en bois. Le premier bâtiment en dur est conçu par Alfred Armand, l'architecte de la compagnie. Lors de sa mise en service, en décembre 1847, la gare comprend : un modeste bâtiment voyageurs à un étage, un dépôt de locomotives et une halle à marchandises.
En 1865, du fait d'une modification du trafic, on démonte la couverture des quais de la gare de Fives, pour la remonter à Arras.
En 1880, divers travaux sont effectués : agrandissement de la gare ; établissement d'un disque à potence ; amélioration du système d'alimentation des eaux ; établissement de trois électro-sémaphores, pour l'installation du mode d'exploitation dit Block-System entre la gare et la bifurcation de Blangy. En 1883, un bâtiment est construit pour le service du mouvement, et une horloge est installée sur une tourelle.
Ce deuxième bâtiment voyageurs en dur est remplacé en 1898 par un troisième bâtiment, plus grand, inspiré des gares de Roubaix, Tourcoing, dues à Sidney Dunnett, ainsi que de celle construite à Huy (en Belgique).
Le bâtiment voyageurs de 1898 est endommagé en 1915 (pendant la Première Guerre mondiale), puis détruit en 1942 (lors du second conflit mondial), par des bombardements. Un nouveau bâtiment est construit dans les années 1950.

Vues anciennes de la gare
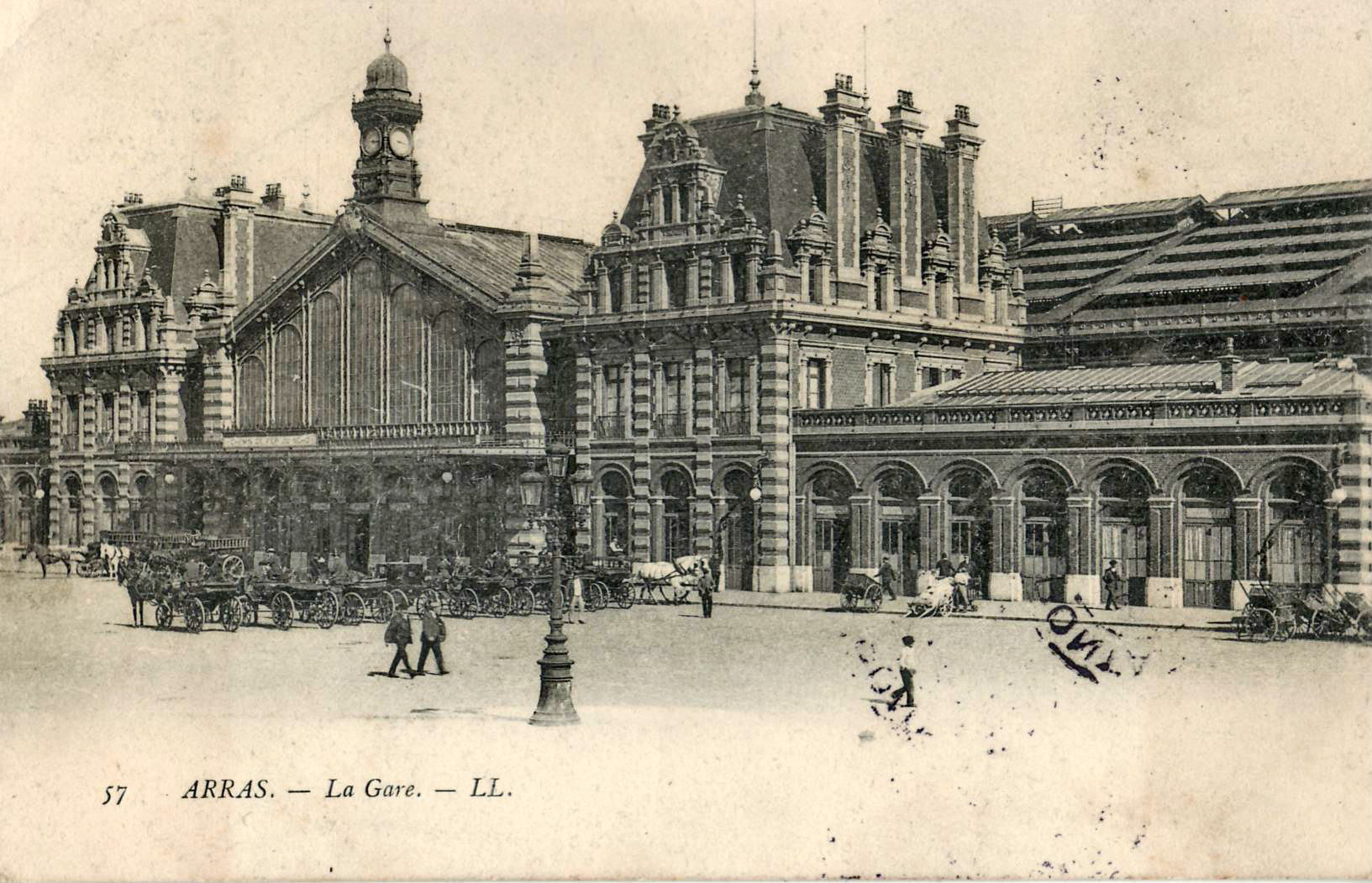
Le bâtiment voyageurs, vers 1904.
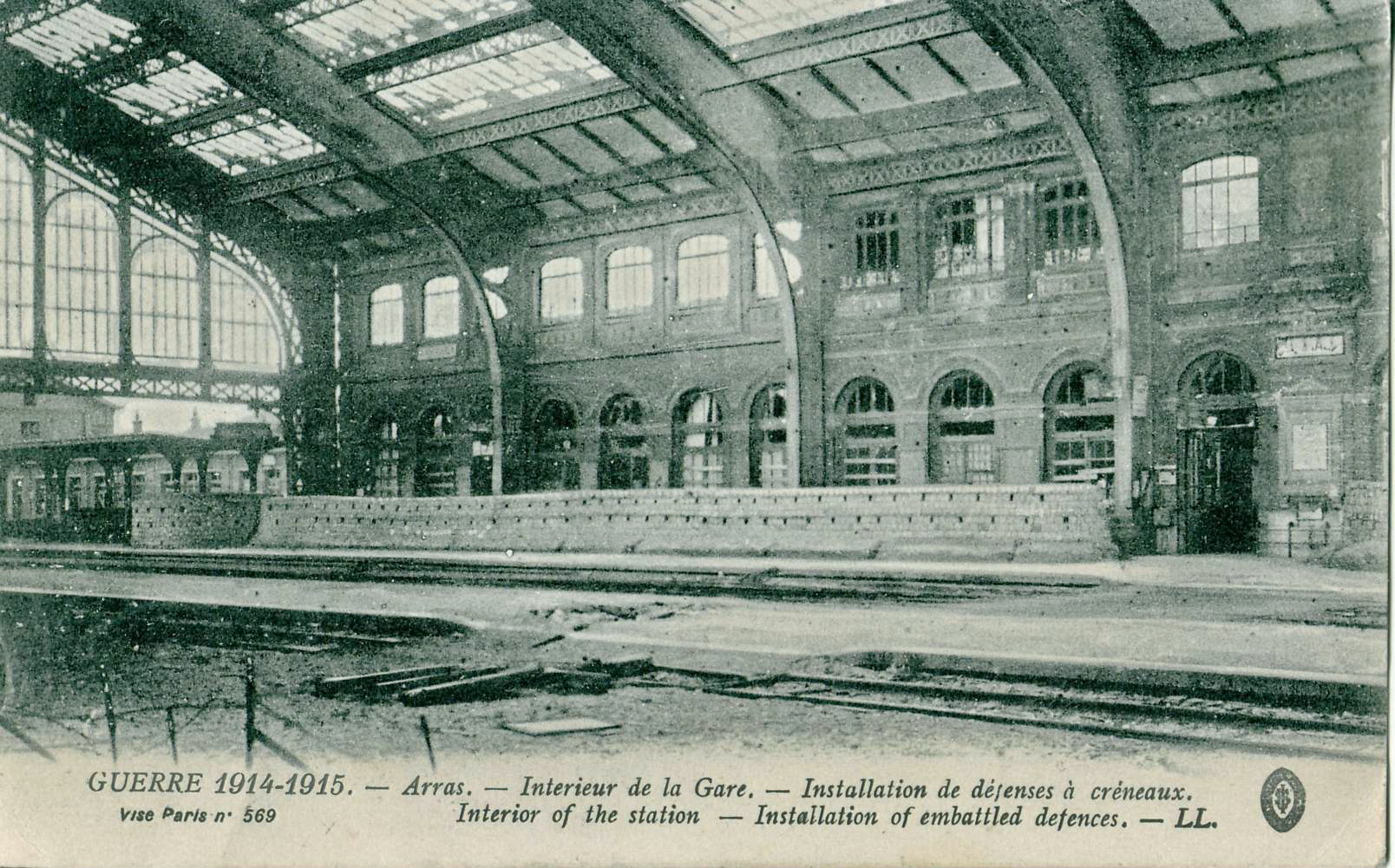
La grande halle en 1914 – 1915, avec des défenses en sacs de sable édifiées sur les quais.
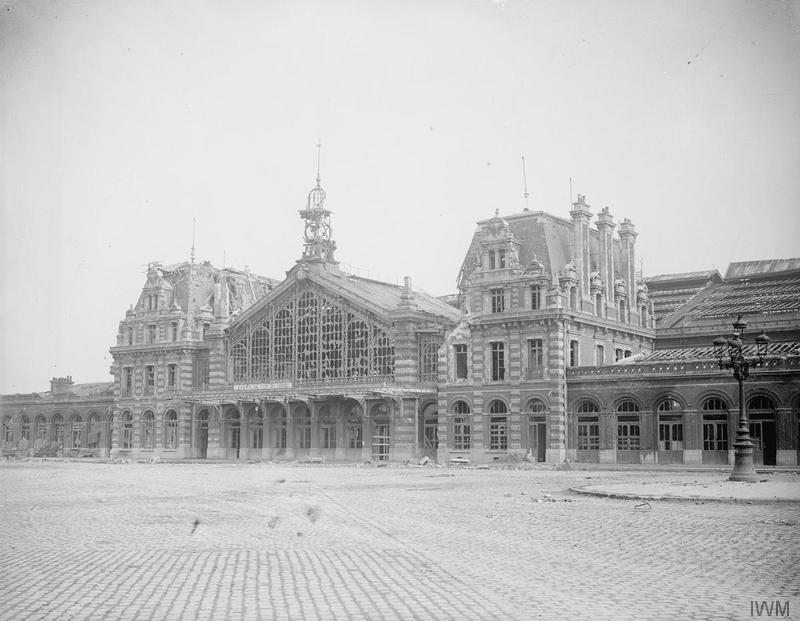
Le bâtiment voyageurs endommagé, vu en 1917.

Le 3 décembre 1947, un sabotage conduit au déraillement d'un train postal au sud de la gare. Ce dernier provoque la mort d'une vingtaine de personnes et fait plusieurs dizaines de blessés.
Le 25 septembre 1984, est créée la première liaison TGV province – province. Reliant Lille à Lyon, elle dessert Arras, Douai et Longueau.
La relation par train Lunéa entre Lille et Nice, effectuant les mêmes dessertes précitées dans le Nord-Pas-de-Calais et la Picardie, a cessé depuis le 25 juin 2009.
Le Thalys où s'est produit un attentat, le 21 août 2015, a été dérouté pour être reçu en gare d'Arras, afin de pouvoir traiter les conséquences immédiates de cet évènement.

## Fréquentation
De 2015 à 2023, selon les estimations de la SNCF, la fréquentation annuelle de la gare s'élève aux nombres indiqués dans le tableau ci-dessous.
| Année                      | 2015      | 2016      | 2017      | 2018      | 2019      | 2020      | 2021      | 2022      | 2023      |
| -------------------------- | --------- | --------- | --------- | --------- | --------- | --------- | --------- | --------- | --------- |
| Voyageurs                  | 4 145 669 | 4 138 307 | 4 361 839 | 4 060 559 | 4 297 088 | 2 622 169 | 2 979 908 | 3 920 113 | 4 454 183 |
| Voyageurs et non voyageurs | 5 182 086 | 5 172 884 | 5 452 299 | 5 075 699 | 5 371 360 | 3 277 711 | 3 724 885 | 4 900 141 | 5 567 728 |

## Service des voyageurs

### Accueil
Gare de la SNCF, elle dispose d'un bâtiment voyageurs, avec guichets, ouvert tous les jours. Elle est notamment équipée d'automates pour l'achat de titres de transport et d'un service d'objets trouvés. C'est une gare « Accès Plus », disposant d'équipements pour les personnes à mobilité réduite.
Un souterrain permet la traversée des voies et le passage d'un quai à l'autre.

### Desserte

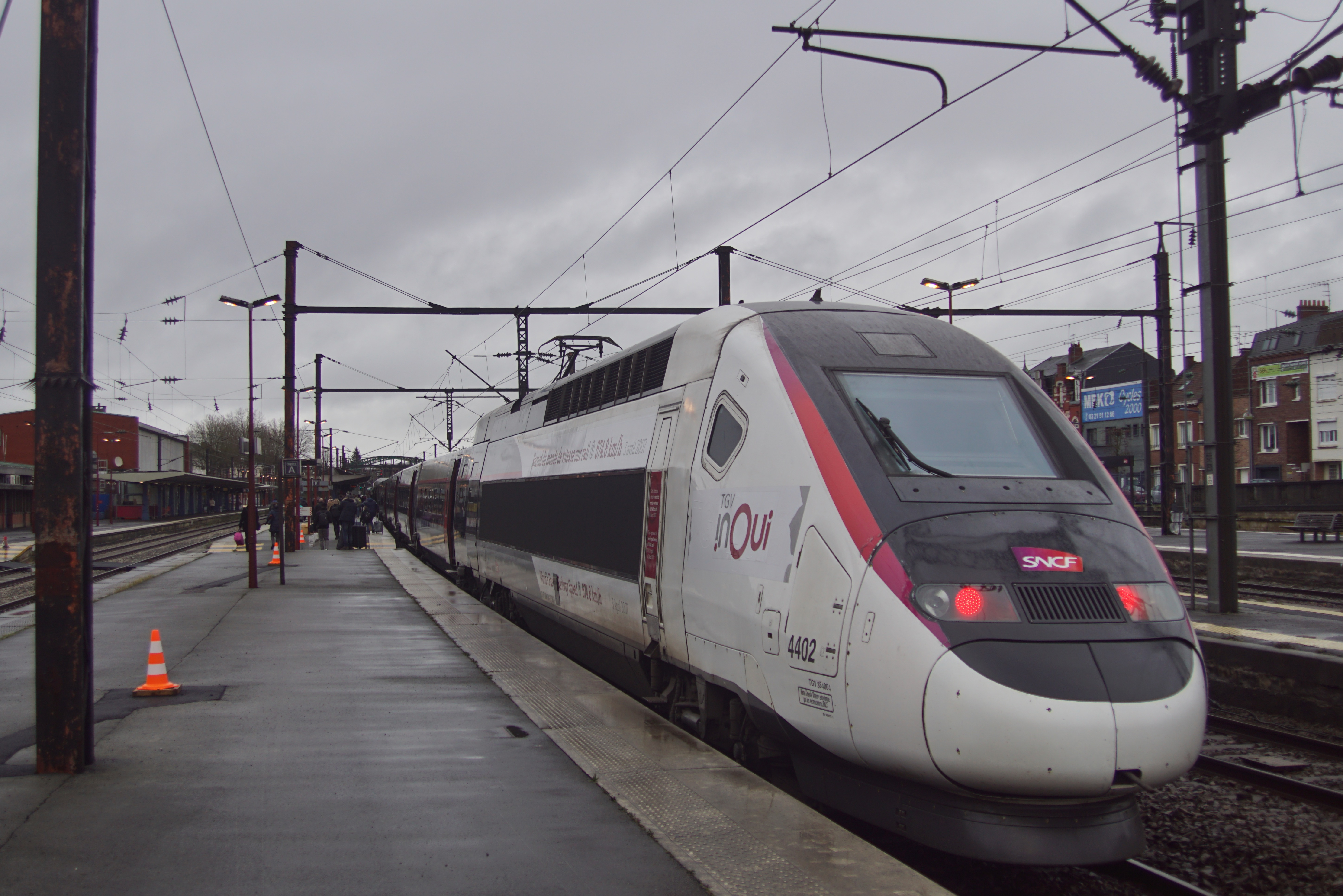
Une rame TGV POS, à quai.

Arras est desservie par les trains suivants :
- liaisons TGV inOui régulières :
  - Rang-du-Fliers / Boulogne-sur-Mer / Calais-Ville / Dunkerque / Lille-Europe – Arras – Paris-Nord,
  - Tourcoing / Lille-Flandres – Arras – Paris-Nord,
  - Dunkerque – Hazebrouck – Béthune – Lens – Arras – Paris-Nord,
  - Valenciennes – Douai – Arras – Paris-Nord,
  - relations province – province : depuis ou vers Bruxelles, Lille-Europe / Lille-Flandres, Montpellier, Perpignan, Lyon, Marseille, Bordeaux et Nantes, ainsi que Bourg-Saint-Maurice (en hiver) ;

- liaisons TER Hauts-de-France :
  - TERGV (circulations spécifiques ou intégrées à des TGV préexistants) : Amiens / Arras – Lille-Europe – Dunkerque et Arras – Lille-Europe – Calais-Fréthun / Boulogne-sur-Mer – Étaples – Rang-du-Fliers,
  - autres relations : depuis ou vers Lille-Flandres, Douai, Amiens, Paris-Nord, Rouen, Dunkerque, Calais-Ville, Béthune, Hazebrouck, Saint-Pol-sur-Ternoise et Étaples.

### Intermodalité
Un parc sécurisé pour les vélos et un parking sont aménagés à ses abords.
Toutes les lignes d'autobus du réseau urbain Artis desservent la gare, par une gare routière. Elle est également desservie par de nombreuses lignes d'autocars du réseau interurbain Oscar, par l'intermédiaire d'une autre gare routière.

## Au cinéma
Plusieurs courtes scènes du film Pas son genre (2014) ont été tournées sur les quais de la gare ; on y voit Clément (Loïc Corbery) arriver de Paris ou partir d'Arras, en TGV. En outre, plusieurs scènes de La Liste de mes envies (également en 2014) se déroulent devant la gare.
Par ailleurs, une partie du film Le 15 h 17 pour Paris (réalisé par Clint Eastwood et inspiré de l'attentat du Thalys) a été tournée sur le quai des voies 8 et 9 où stationnait une rame spécialement louée par la production, le 1er septembre 2017.

## Centre de maintenance
À proximité de la gare, rue du Dépôt, est implanté le centre de maintenance des matériels de l'infrastructure (C2MI) du Nord-Pas-de-Calais-Picardie. Comme son nom l'indique, il est chargé de l'entretien de l'ensemble du matériel utilisé par l'Infralog (SNCF Réseau) pour la maintenance du réseau ferroviaire de la région,.